# Мицко Солаков
Мицко Ташков Солаков е български революционер, деец на Вътрешна македоно-одринска революционна организация и на Вътрешната македонска революционна организация.

## Биография
Солаков е роден в 1890 година в леринското село Попължани, тогава в Османската империя, днес Папаянис, Гърция. Влиза във ВМОРО като четник. От 1915 година е битолски войвода. След Първата световна война е арестуван и лежи в затвор. По-късно е кмет на село Бач. Убит е по заповед на жупан Добрица Маткович в 1928 година между Гермиян и Коняри.